# Gothica (мініальбом)
Gothica — дебютний мініальбом британського симфонічного прогресив-метал гурту Crimson Tears.
Гурт Crimson Tears, заснований у 2003 році композитором і гітаристом Дейвом Міллером у Кенті, був одним із найбільш помітних на британській павер-метал-сцені Великобританії на початку 2000-х.
До першого складу гурту увійшли Дейв Міллер (гітари), Стів Тейлор (бас), Майк Фокс (ударні), Маркус Чепмен (клавішні) і Джина Олдем (вокал).
У такому складі Crimson Tears записали свій перший EP Gothica, що вийшов 6 травня 2005 р. без лейблу. Його створено, розроблено та зведено у Thin Ice Studios (Суррей) у грудні 2004 р.
2021 року EP було перевидано в цифровому форматі.

## Трек-лист
| #     | Назва               | Тривалість |
| ----- | ------------------- | ---------- |
| 1.    | «Eternity»          | 04:47      |
| 2.    | «My Plea»           | 04:54      |
| 3.    | «Gothica»           | 06:07      |
| 4.    | «Gardens of Sorrow» | 06:10      |
| 21:58 |                     |            |

## Учасники

### Основні учасники
- Стів Тейлор — бас
- Дейв Міллер — гітари
- Майк Фокс — барабани
- Маркус Чепмен — клавішні
- Джина Олдем — вокал

### Інший персонал
- Карл Грум[en] — продюсер, інжиніринг, зведення

## Прийняття
Сайт rateyourmusic.com дав платівці 3.75 / 5.0 на основі двох оцінок.
Дебют був помічений у спільноті. Критик Сем Грант на soniccathedral.com, зокрема, відзначив, що «ми повинні бути вдячні за те, що Crimson Tears взагалі існують, тому що ми маємо тут досить хороший EP, насправді, це найкращий готичний метал із жіночим вокалом, який, можливо, коли-небудь виходив у цій країні… вони точно зможуть нести прапор британського готик-металу». «Звук на цьому альбомі якісний… все наповнено, владно та чарівно вражаюче».